# M7 (Hongarije)
De M7 is een autosnelwegverbinding in Hongarije tussen de Hoofdstad Boedapest en de Kroatische grens waar de weg doorloopt als de A4 in Kroatië. De M7 is in 2009 voltooid. Tussen Boedapest en het Balatonmeer ligt het deel dat geldt als oudste snelweg van Hongarije. Het traject langs het meer en richting de Kroatische grens is tussen 2007 en 2009 aangelegd. Nabij de Kroatische grens splitst de M70 zich af richting Slovenië.
M0 ·
M1 ·
M2 ·
M3 ·
M4 ·
M5 ·
M6 ·
M7 ·
M8 ·
M9 ·
M15 ·
M19 ·
M25 ·
M30 ·
M31 ·
M35 ·
M43 ·
M44·
M51 ·
M60 ·
M70·
M76·
M80·
M85·
M86